# Bitwa pod Adrianopolem (313)
Bitwa pod Adrianopolem – starcie zbrojne, które miało miejsce w roku 313 n.e. między wojskami Maksymina Dai i Licyniusza, zakończone zwycięstwem tego ostatniego.

## Kontekst
Na początku 313 Maksymin Daja wyruszył ze swoją armią z Syrii, zajmując po drodze Azję Mniejszą. Jego armia liczyła 70 000 ludzi i składała się z legionów z Mezopotamii oraz posiłków z Arabii i Armenii. Kolejnym celem Maksymina było miasto Bizancjum, którego oblężenie przeciągało się. W tym czasie Licyniusz zebrał armię w sile 30 000–40 000 żołnierzy i opuszczając Panonię podjął marsz przeciwko wojskom Maksymina. Po zdobyciu Bizancjum Maksymin skierował się w kierunku Adrianopola w Tracji, gdzie nastąpiło spotkanie z siłami Licyniusza.
Do bitwy doszło na równinie Campus Energus (Pola nad rzeką Eregus). Dnia 30 kwietnia 313 wojska Licyniusza stanęły w szyku, po czym ruszyły na przeciwnika. Po drodze, według relacji Laktancjusza, żołnierze zdejmując hełmy i odkładając tarcze zmówili trzykrotnie modlitwę mającą dać im zwycięstwo. Zanim doszło do starcia obaj władcy wysunęli się na czoło armii, próbując porozumieć się i zawrzeć pokój. Maksymin odmówił jednak oddania władzy, w związku z czym żołnierze Licyniusza podjęli atak, który wywołał popłoch w szeregach przeciwnika. W walce poległa połowa ludzi Maksymina, reszta zaś uciekła z pola bitwy, wśród nich Daja. Po tej klęsce Maksymin wycofał się do Cylicji, gdzie zmarł w sierpniu 313. Zwolenników Dai poddano represjom, a członków jego rodziny wymordowano.